# VerdCel
VerdCel és un grup de cançó d'autor d'Alcoi amb base a Barcelona. Liderat per Alfons Olmo Boronat, fa rock, pop i folk —però també recursos audiovisuals, plàstics, poètics i teatrals— per a expressar emocions i sentiments, i donar la seua visió de la societat actual.

## Trajectòria

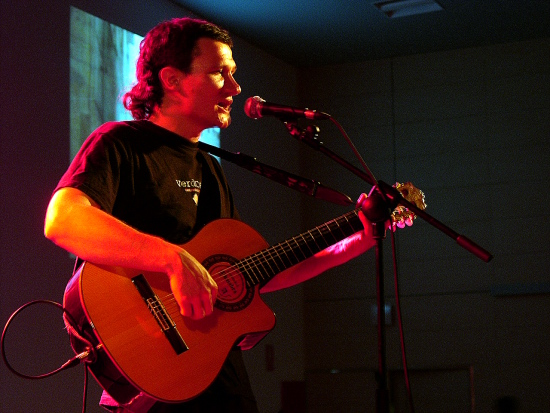
L'alcoià Carles Llinares

El 2004 s'editaren en la Plataforma d'Autoeditors el primer disc oficial, On està el lloc?, un Ep CD de sis temes on incorporaven recursos propis del pop i el rock. Amb aquest treball, que comptava per primera volta amb la col·laboració de l'actor Juli Cantó, el grup va rodar arreu del domini lingüístic i va guanyar el concurs Acústica 2004.
El grup va ser notícia en juliol del 2005, després d'una polèmica amb el programa Pobleshow de Canal 9, el qual pretenia mostrar les aptituds artístiques dels habitants de les principals ciutats valencians: per al segon programa, gravat a Alcoi, van triar els VerdCel, però en adonar-se que cantaven en valencià i amb cert contingut crític, se'ls va intentar vetar, segons van assenyalar ells mateixos.

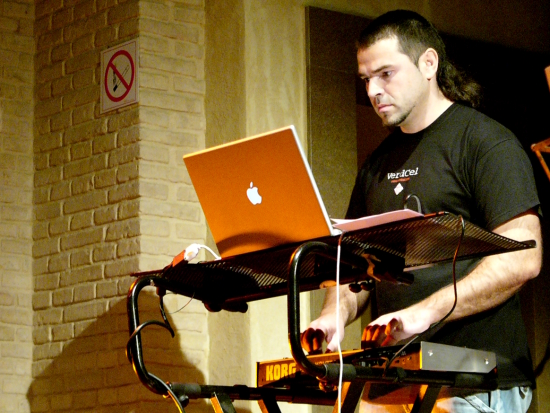
Daniel Olmo Boronat, autor de la part gràfica i visual del grup

El segon disc va arribar el 2006 en forma de llibre-disc conceptual, d'autoria compartida amb l'aportació de Daniel Olmo Boronat (el qual, junt amb el seu germà, conforma la marca acrònima adob). PaisViatge, gravat i editat en Cambra Rècords, és una mescla de música, poesia, imatge i còmic en defensa del paisatge i el territori, amb la col·laboració de Miquel Gil, Nèstor Mont i Pepe Botifarra en les veus i, de nou, Juli Cantó en els recitats i Pau Miquel Soler en la producció.

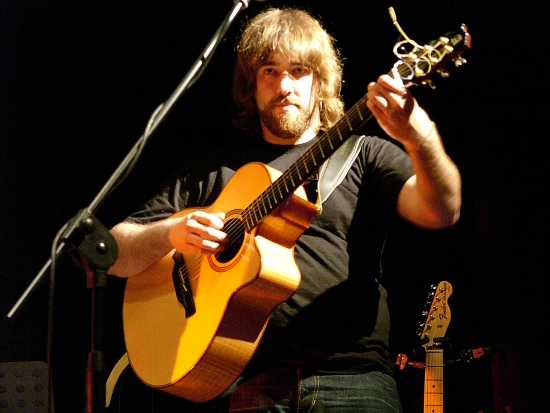
Pau Romero, de Barcelona

L'any següent els el va reeditar Batiendo Récords amb tres cançons més i un DVD extra. Una d'eixes cançons, «Bitllets», va ser objecte d'un videoclip, inclòs al documental Ja en tenim prou, que mostrava la degradació del centre històric d'Alcoi. Durant este recés aprofitaren per a enregistrar una versió de Lluís Llach, «Escriu-me aviat», per al disc de tribut Si véns amb mi.
El febrer del 2008, el festival BarnaSants va acollir l'estrena d'un nou espectacle basat en el seu tercer treball, Sàmara: un altre llibre-disc, ara produït per Borja Penalba, que narra la història del segle xx a través de la vida d'una dona alcoiana.
L'agost de 2010, el grup anuncià l'empresa d'accions legals contra els diaris d'extrema dreta Alerta Digital i Diario Ya per haver-los titllat de proetarres El 2013, junts amb nombroses personalitats del món de la política, de la cultura, de la universitat i l'ensenyament van reincorporar-se al moviment valencià pel dret a decidir.
Els dies del Saurí es presentà a Barcelona a L'Auditori el 31 de març del 2012.

## Discografia
| any  | títol                                   | discogràfica                                 | comentaris |
| ---- | --------------------------------------- | -------------------------------------------- | --- |
| 2002 | Bagatge d'una fusió                     | autoedició                                   | Primera maqueta, de factura casolana |
| 2004 | On està el lloc?                        | PAE                                          | Primer disc oficial, EP, autoeditat, amb sis cançons                                                                                                   |
| 2006 | PaisViatge                              | Cambra Records                               | Premi Ovidi al Millor Disc de Cançó i Premi Enderrock al Millor Disseny                                                                                |
| 2007 | PaisViatge +                            | Batiendo                                     | Reedició amb tres cançons més, un DVD amb un concert i extres                                                                                          |
| 2008 | Sàmara                                  | Propaganda                                   | Segon llibre-disc, inclou un DVD amb les projeccions i extres                                                                                          |
| 2010 | Petjades, homenatge a Raimon            | Temps Record/Edicions Bromera                | Llibre que inclou el còmic i un DVD amb dos documentals inèdits de la filmoteca de Catalunya sobre Raimon i un Curtmetratge de creació obra de VerdCel |
| 2012 | Els dies del Saurí                      | Temps Record/Edicions Bromera                | Còmic-CD, millor disc de pop dels Premis Ovidi 2012 |
| 2014 | Òrbites: Poetes i Cançons               | Temps Record                                 | Recull de diverses peces literàries musicades, bé versionades i també de noves                                                                         |
| 2014 | Argilaga                                | Temps Record + Bromera                       | Finalista dels Premis Ovidi 2014 |
| 2015 | Del cor a les mans. A Ovidi Montllor.   | Temps Record                                 | Homenatge en directe, disc i vídeo a Ovidi Montllor |
| 2017 | De plantes, talaies i cims (i un aroma) | autoeditat + Edicions 96                     | Llibre, amb textos i il·lustracions + 13 cançons al disc                                                                                               |
| 2018 | Sota les cunetes. Justícia!             | autoeditat                                   | Disc col·lectiu productiu i dirigit per VerdCel amb Cesk Freixas, Rusó Sala, Feliu Ventura, Meritxell Gené, Joanjo Bosk i Montse Castellà.             |
| 2019 | Bifocal: RasBifocal: Pols               | L'estenedor (autoedició) + Edicions 96       | Doble disc amb novel·la gràfica i textos poètics. |
| 2020 | SOS. Memòria d'una pandèmia             | L'estenedor (autoedició)                     | Disc amb llibre amb il·lustracions i textos. |
| 2022 | Verdsions                               | L'Estenedor i El Niño de la Hipoteca Records | Disc amb llibre amb fotografies, il·lustracions i textos.                                                                                              |

## Premis i reconeixements
| any  | premi                                       | lloc     | detalls        |
| ---- | ------------------------------------------- | -------- | -------------- |
| 2006 | Premi Ovidi al Millor Disc de Cançó d'Autor | València | per PaisViatge |